# Sicherheitszelle
Eine Sicherheitszelle bezeichnet einen umschlossenen Raum, in dem besondere Vorkehrungen zum Schutz der Personen oder Gegenstände getroffen wurden. Meist geschieht dies durch besonders feste Materialien oder dicke Materialstärken.
- Das bekannteste Beispiel ist die Sicherheitszelle im PKW, noch genauer Sicherheitsfahrgastzelle genannt. Hier spielt auch die Verformungsfähigkeit eine Rolle. Siehe auch Knautschzone.

- Eine besondere Rolle spielen Sicherheitszellen im Auto-Motorsport, siehe Überrollvorrichtung (Oberbegriff für Überrollbügel bzw. Überrollkäfig).

- Vor allem im österreichischen Sprachraum so bezeichnete IT-Sicherheitszellen schützen Server-Räume in Rechenzentren vor Feuer, Wassereinbruch, Einbrüchen, Erdbeben oder anderen Gefahren.

- Auch Häuser bieten mitunter Sicherheitszellen für ihre Bewohner. Dies können speziell mit Gittern versehene Wohnräume, etwa Schlafbereiche, sein oder Rückzugsräume im Falle eines Einbruchs. Naturgemäß kommt eine solche Ausstattung eher in Ländern mit außergewöhnlich hoher Kriminalitätsrate bzw. Reichtumsgefälle vor, z. B. für Arbeitnehmer aus anderen Ländern, sogenannte Expats.

- Seit dem Wiedererstarken der Piraterie in einigen Gegenden sind auch Sicherheitszellen in Schiffen ins Zentrum der Aufmerksamkeit gerückt. So konnte sich am 25. Oktober 2010 die Besatzung der „Beluga Fortune“ nur durch das Zurückziehen in einen Panikraum vor angreifenden Piraten schützen.

Die Bezeichnung derartiger Sicherheitszellen in Häusern oder Schiffen ist noch uneinheitlich. Im Englischen spricht man vom panic room (siehe gleichnamiger Film) oder safe room. Im Deutschen werden auch die Begriffe Panikraum oder Zitadelle verwendet.